# Janarbek Kenjeev
Janarbek Kenjeev (kirguís:Жанарбек Кенжеев; Talas, 5 de agosto de 1985) es un luchador kirguís de lucha grecorromana. Participó en los Juegos Olímpicos de Atenas 2004 en la categoría de 84 kg, consiguiendo un 13.º puesto. Compitió en cinco campeonatos mundiales, logró la 11.ª posición en 2005 y 2011. Ganó tres medallas de bronce en los Juegos Asiáticos, de 2006, 2010, 2014 y el octavo lugar en 2002. Coquistó seis medallas en Campeonatos Asiáticos, de oro en 2014 y 2016. Campeón Mundial de Juniores del año 2005.